# ماسايوكي أوتا
ماسايوكي أوتا (باليابانية: 太田 雅之) (17 يونيو 1973 في طوكيو في اليابان – )؛ هو لاعب كرة قدم ياباني سابق كان يلعب كمدافع.

## وصلات خارجية
- ماسايوكي أوتا على موقع رابطة كرة القدم اليابانية للمحترفين (اليابانية)